# Ixodidae
Ixodidae é uma família de carrapatos que agrupa as carraças duras, as espécies que apresentam um scutum endurecida a servir de carapaça protectora.

## Descrição
Os membros desta família distinguem-se da outra grande família de carrapatos,  as carraças moles (Argasidae), por apresentarem um scutum (escudo) protector endurecido. Tanto as ninfas como os adultos apresentam capitulum (aparelho bucal) proeminente, projectando-se para a frente do corpo do animal (ao contrário do Argasidae, em que o capitulum se esconde na face ventral).

## Taxonomia
São conhecidas 702 espécies, distribuídas por 14 géneros, alguns dos quais são considerados de importância económica e sanitária por serem vectores de doenças como a rickettsiose e a borreliose.
A família inclui os seguintes géneros:
- Amblyomma – 130 espécies (inclui algumas espécies do género Aponomma)
- Anomalohimalaya – 3 espécies
- Bothriocroton – 7 espécies
- Cosmiomma – 1 espécie
- Cornupalpatum – 1 espécie
- Compluriscutula – 1 espécie
- Dermacentor – 34 espécies (inclui Anocentor)
- Haemaphysalis – 166 espécies
- Hyalomma – 27 espécies
- Ixodes – 243 espécies
- Margaropus – 3 espécies
- Nosomma – 2 espécies
- Rhipicentor – 2 espécies
- Rhipicephalus – 82 espécies (inclui Boophilus)